# Passerelle de la Pie
La passerelle de la Pie est une passerelle qui permet de relier Saint-Maur-des-Fossés à Créteil en traversant la Marne.
Elle a plusieurs fois été rénovée.
Une nouvelle transformation avec ascenseur côté Saint-Maur est en cours de construction depuis août 2022.
La passerelle de la Pie est actuellement rouverte, mais les travaux de l'ascenseur ne sont pas terminés (fin juin 2023). 

Côté Saint-Maur, l'accès se fait par des escaliers, à pied, ou aussi à vélo grâce à l'équipement de rails spéciaux.